# J2000.0
J2000.0是在天文学上使用的曆元，前缀「J」代表这是一个儒略纪元法，而不是一个贝塞耳纪元。
它指的是儒略日期TT时2451545.0，或是TT时2000年1月1日12時，即相对于TAI的2000年1月1日，11:59:27.816或UTC时间2000年1月1日11:58:55.816。
因恒星赤经和赤纬会因岁差（與恒星的自行）改变，所以天文学家们经常指定某一特定的纪元作参考点。早期採用的纪元标准是B1950.0纪元。
在J2000时刻的天赤道與二分点用来定义天球参考坐标系，该参考坐标系也可写作J2000坐标或简单记为J2000，但更合适的，应该如下使用国际天球参考系統。